# Pacsirtafélék

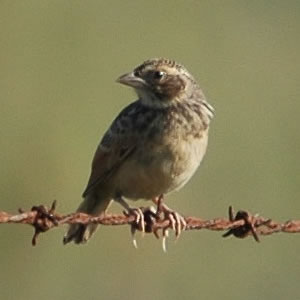
Énekes bokorpacsirta (Mirafra javanica)

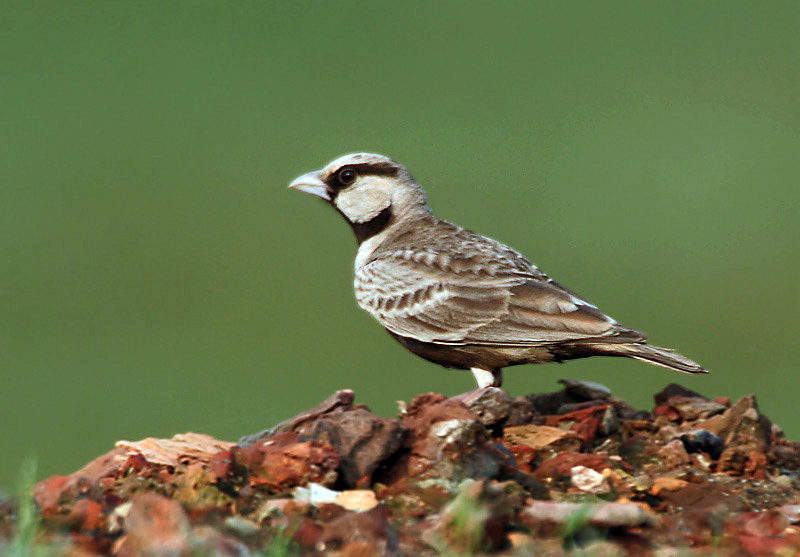
Eremopterix grisea

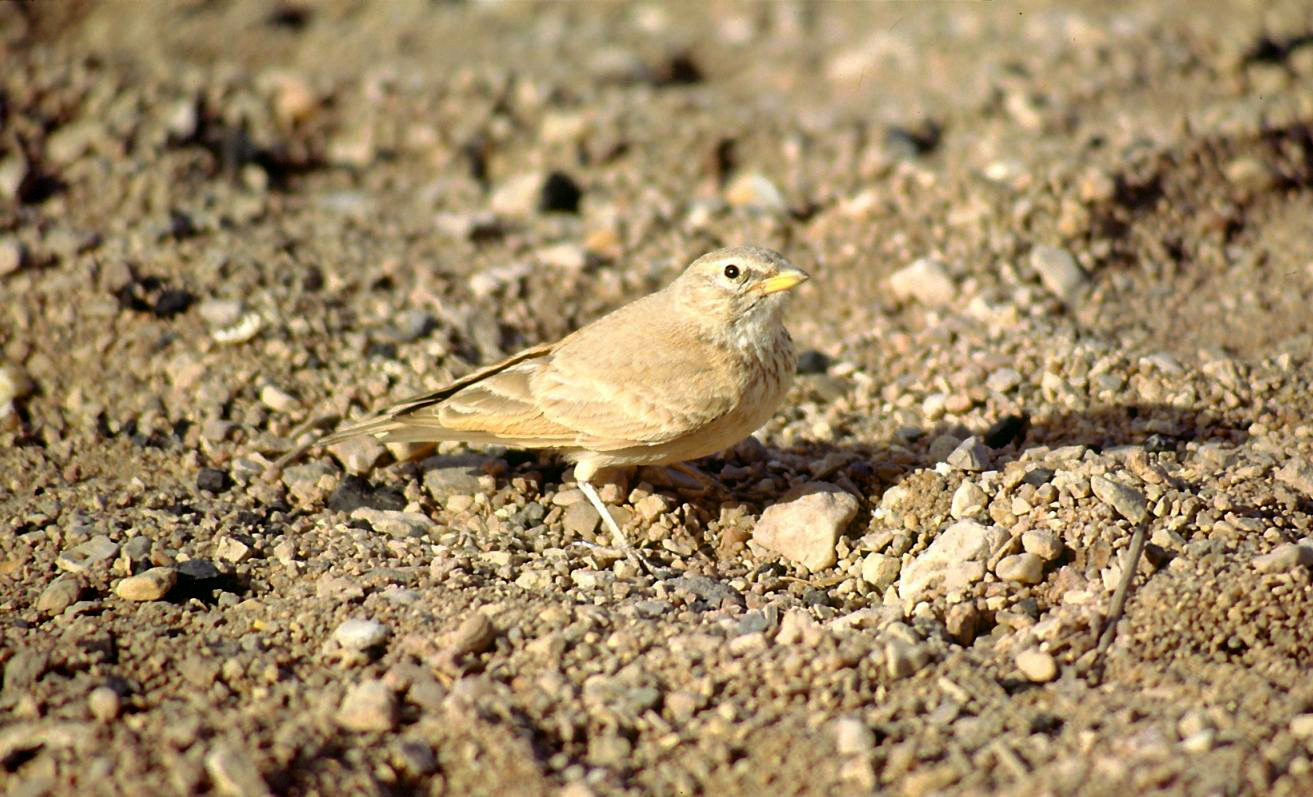
Sivatagi pacsirta (Ammomanes deserti)

A pacsirtafélék (Alaudidae) a madarak osztályának verébalakúak (Passeriformes) rendjébe tartozó család. 19 nem és 92 faj tartozik a családba.  Magyarországon élő fajaikat a Magyar Madártani és Természetvédelmi Egyesület 2003-ban „Az év madaraivá” választotta.

## Előfordulásuk
Európa, Ázsia és Afrika területein honosak. A család valószínű keletkezési helye Afrika, ma is ott él  a legtöbb faj. Európában és Ázsiában már sokkal kevesebb faj él, Ausztráliát pedig természetes úton csak egyetlen faj érte el. Érdekes, hogy az Afrikához viszonylag közel fekvő Madagaszkáron is csak egyetlen fajuk él. A havasi fülespacsirta a családból az egyetlen faj, amelyik behatolt Amerikába. Feltehetőleg északról érte el Észak-Amerikát, és ott széles körben elterjedt. Mivel nemigen akadtak konkurens fajai, messzire előrenyomult délre, és jelenleg Kolumbiában is fészkel.

## Megjelenésük
Csőrük erős, egyenes, középhosszúságú. Szárnya hosszú, széles, 9-10 másodrendű evezőtollal. Farka középhosszúságú és lekerekített. A hátsó ujj karma hosszú és egyenes.
Az emberek kedvelik a pacsirták hangját. Főleg a mezei pacsirtát értékelik, emiatt ezt a fajt távoli kontinensekre is betelepítették, így ma él Kanadában, Ausztráliában és Új-Zélandon is.

## Életmódjuk
Rovarokkal és magvakkal táplálkoznak.

## Rendszerezés
A családba az alábbi nemek és fajok tartoznak:
- Alaemon  (Keyserling & Blasius, 1840) – 2 faj
- Chersomanes  (Cabanis, 1851) – 2 faj
- Ammomanopsis – 1 faj
- Certhilauda  (Swainson, 1827) – 6 faj
- Pinarocorys  (Shelley, 1902) – 2 faj
- Ramphocoris  (Bonaparte, 1850) – 1 faj
- Ammomanes  (Cabanis, 1851) – 3 faj
- Eremopterix  (Kaup, 1836) – 7 faj
- Calendulauda - (Blyth, 1855) – 8 faj
- Heteromirafra  (Grant, 1913) – 2 faj
- Mirafra  (Horsfield, 1821) – 25 faj
- Eremophila  (Boie, 1828) – 2 faj
- Calandrella  (Kaup, 1829) – 9 faj
- Melanocorypha  (Boie, 1828) – 5 faj
- Chersophilus  (Sharpe, 1890) – 1 faj
- Eremalauda  (Sclater, 1926) – 1 faj
- Alaudala – 5 faj
- Spizocorys  (Sundevall, 1872) – 6 faj
- Lullula  (Kaup, 1829) – 1 faj
- Alauda  (Linnaeus, 1758) – 4 faj
- Galerida  (Boie, 1828) – 7 faj